# Contea di Gallia
La contea di Gallia (in inglese Gallia County) è una contea dello Stato dell'Ohio, negli Stati Uniti. La popolazione al censimento del 2000 era di 31 069 abitanti. Il capoluogo di contea è Gallipolis.